# 乔安妮与科斯蒂失踪案
乔安妮·拉特克利夫（英语：Joanne Ratcliffe）（出生于1962年）和科斯蒂·戈登（英语：Kirste Gordon ）（出生于生于1969年），是两个澳大利亚女孩，于1973年8月25日在阿德莱德椭圆形球场观看澳式足球比赛时失踪。这起失踪案成为南澳大利亚州最出名的罪案之一。

## 失踪
科斯蒂·戈登去看足球时，她的父母去河畔看望朋友。乔安妮·拉特克利夫和她的父母莱斯和凯瑟琳·拉特克里夫以及家庭朋友“弗兰克”一起去看足球。
拉特克利夫的父母和戈登的祖母同意两个女孩一起去厕所。拉特克利夫家族的规则是孩子在比赛休息期间或最后一节不能上厕所。拉特克利夫的父亲在1979年告诉死因裁判官，他的女儿去过椭圆形球场几十次，不自愿离开球场，而且她知道如何使用电话和拨打紧急电话。他说那天之前从没有见过戈登，也不认识她的父母。她们在离开球场后的90分钟内被看到几次，在一个不明男子的陪伴下表情十分痛苦，但他们在最后一次被目击后就失踪了。

## 调查
根据目击报告，警方相信他们被一名中年男子绑架。警方发现不明男子的素描与最后一次见到与博蒙特姐弟一起的男子外貌相似。博蒙特姐弟失踪案的嫌疑人同时也是此案的嫌疑人。